# Castillo de Larrés
El castillo de Larrés es un edificio bajomedieval del siglo XV situado en la localidad oscense de Larrés, en la comarca del Alto Gállego, declarado bien de interés cultural.

## El museo del dibujo//https://www.muddi.es/
Vinculado a los Urriés, familia noble aragonesa, hasta finales del XIX (siglo XIX). Fue restaurado por la Asociación “Amigos de Serrablo”, galardonada por La Medalla de Oro a las Bellas Artes (1985) y el Premio Europa Nostra en la categoría de especial dedicación a la conservación del patrimonio europeo (2002), entre otros, la cual es la propietaria actual y gestora del MUDDI; Museo de dibujo Julio Gavin-Castillo de Larrés, que se encuentra ubicado en su interior.
La colección del museo reúne una nutrida selección de dibujos cuyo arco cronológico abarca desde finales del siglo XIX hasta la actualidad. Se exponen 380 obras repartidas en 17 salas de las más de 4800 que componen actualmente el fondo. Esto posibilita que parte de las obras expuestas se vayan renovando por otras de forma periódica y presta un estilo vivo y dinámico al museo. Todo ello lo ha convertido en referencia a nivel nacional del dibujo español contemporáneo, y es por ello requerido para numerosas exposiciones.
Una cuestión a considerar y sin pasar por alto: la gran mayoría de las obras del Museo han sido donadas por los propios artistas o sus familiares, por galerías de arte o coleccionistas, y en menor medida por alguna entidad pública o privada. Y que esto sea así responde a la confianza que despierta el Museo y “Amigos de Serrablo”. 
La planta baja esta dedicada a artistas aragoneses, como Marcelino de Unceta y López, Francisco Pradilla, Ramón Acín, Honorio García Condoy, Pablo Serrano, Marín Bosqued, Salvador Victoria, José Beulas o Natalio Bayo entre otros muchos. Además de contar con dos salas para exposiciones temporales.
La primera planta está dedicada a artistas a nivel nacional como Ignacio Zuloaga, Salvador Dalí, Vázquez Díaz, Urculo, Isabel Guerra, Hernández Quero, Wilfredo Lam, entre otros muchos. Además contamos con una torre-mirador y con otra torre especializada en humor gráfico y de tebeo y cómic, destacando obra de Ibáñez, Mingote, Chumi Chumez, Forges, etc.